# Macropopillia arrowi
Macropopillia arrowi är en skalbaggsart som beskrevs av Ohaus 1905. Macropopillia arrowi ingår i släktet Macropopillia och familjen Rutelidae. Inga underarter finns listade i Catalogue of Life.